# Ваяци
Ваяци (вайковци, въяци) са етнографска група, първоначално населяваща източните области на Стара планина, основно в селата Голица (Суджилар), Козичино (Еркеч), Доброван (Калгамач) и Аспарухово (Овчага, Ченге). Това са села с много стара история, датираща още от първите векове след основаването на Дунавска България. Самите ваяци имат себе си за преки потомци на Аспаруховите българи. След Руско-турската война от 1828-1829 г. заселват изоставените от турците села във Варненско, Добричко, Бургаско, Силистренско, та чак до руските степи. През тези размирни години всеки е решавал накъде да поеме поради невъзможност да живее там, където е отседнал. Имало е много хора, които са тръгнали да се преселват и на юг, към Родопите или Загорско. За тези места се твърдяло, че се живее по-спокойно.
Така оформилата се етнографска група населява около 60 села от Варненска, Бургаска и Добричка област, като по-големи и запазили до голяма степен своя диалект, фолклор и костюми са Аврен, Голица, Козичино, Аспарухово, Падина, Венелин, Солник, Слънчево, Николаевка, Щипско, Дюлино, Господиново, Изгрев, Калиманци, Оризаре, Гюльовца, Горица, Просеник, Левски, Генерал Киселово, Зорница, Водица и други. Ваяците имали здраво поколение от десетина и повече деца и бързо колонизирали обезлюдена североизточна България, включително територии, които днес за извън държавните граници.

Изворните села на ваяците – Еркеч и Голица били хомогенен български остров сред обръч турски села. Ваяците запазват автентичния си език и старите си традиции. Диалектът е един от най-старите и е запазен в значителна степен в почти всички села, където се използва. Името „ваяци“ го дава акад. Любомир Милетич в началото на 20 век. Причината за това е честата употреба на сричката „ва“, вместо „бе“, „бре“ и други специфични фонетични особености в говора. Любомир Милетич отбелязва:
| „ | Ваяците се отличават от другите балканджии по говора си, по носията си – една от най-старите в България, а донякъде и по своята външност – повечето са едри, високи, при това са известни като твърде хитри, упорити, смели и предприемчиви хора. | “ |

 Научният интерес към ваяците /вайковците/ не спира. Запазеният специфичен говор на Еркеч, за който Милетич говори като за генезис на българския език, наричайки го в книгите си „малко езиково островче“ е предмет на изследване на лингвисти от БАН. Има обявена тема за спецификата и особеностите на еркечкия език и говор.
Във „Вечери в Антимовския хан“ Йордан Йовков представя „въяците“ по следния начин:
| „ | Пред хана задрънкаха каруци и спряха. Повече от петнайсет-двайсет души селяни влязоха в кръчмата. Само като ги видеше човек, можеше да познае кои отде са. Ето тия с големите калпаци и с червени антерии, мъже едри, космати. Смятат ги малко диви и ги наричат „въяци“, защото говорят с „ва“: „Иване ва!“ „Ела ва!“ | “ |